# ألكسندرا هيدسون
ألكسندرا هيدسون (بالإنجليزية: Alexandra Hedison)‏ ولدت يوم 10 يوليو 1969

 في لوس أنجلوس بالولايات المتحدة هي مصورة أمريكية وممثلة سابقة. ارتبطت بالمضيفة التلفزيونية ألين دي جينيريس من عام 2001 إلى 2004، وتزوجت في عام 2014 من الممثلة جودي فوستر.

## النشأة
ولدت في لوس أنجلوس بكاليفورنيا في 10 تموز/يوليو 1969. هي ابنة بريدجيت موري والممثل ديفيد هيدسون. تعود أصول ألكسندرا للعرق الطالياني والأرمني. حضرت جامعة ولاية نيويورك ثم درست فيما بعد في جامعة كاليفورنيا بلوس أنجلوس.

## المسيرة المهنية
عملت ألكسندرا في البداية كفنانة ومصورة، لكنها لم تحظى بأي شهرة إلا عام 2002 عندما قدمت سلسلة صور لمجموعة من المناظر الطبيعية المجردة والمختلفة في محطة لوس أنجلوس رفقة كل من روبرت بوليدوري، فرجينيا بيهان، لورا مكفي، ديفيد مايزل، ألكسندرا رولي ثم جوشوا بيرنشتاين.
في عام 2005 عرضت مجموعة أعمال لها تناولت فيها مجموعة من المواضيع من بينها الخسارة ثم الانتقال بالإضافة إلى إعادة بناء الذاكرة من خلال اللاوعي. لها سلسلة أخرى من الصور الفوتوغرافية بعنوان إثاكا (بالإنجليزية: Ithaka)‏ والتي صورت فيها مجموعة من الشخصيات من بينها قسطنطين كفافيس. عُرضت المجموعة لأول مرة في لندن حيث أُدرجت في نيويوركر عام 2008. عملت هديسون في جميع أنحاء العالم وعُرضت صورها في الكثير من المعارض الفردية والجماعية في مجموعة من صالات العرض والمتاحف في جميع أنحاء الولايات المتحدة وأوروبا بما في ذلك لوس أنجلوس ونيويورك ولندن. في عام 2010 قدمت عرضًا منفردًا تحت عنوان «في الغابة» في ميريديث جاندرسون بلندن في المملكة المتحدة.
في عام 2013 تم اختيار ألكسندرا كضيفة شرف في معرض بعنوان «هدفي صحيح» في لوس أنجلوس رفقة كل من وليام أغلستون، فيفيان ماير، سيباستياو سالجادو، سيندي شيرمان، تارين سيمون، سي تومبلي، ديانا والكر ثم آندي وارهول.

## الحياة الشخصية
كانت أليكس هيدسون في علاقة مع إلين دي جينيريس من عام 2000 إلى عام 2004. في نيسان/أبريل 2014 تزوجت ألكسندرا بالممثلة جودي فوستر بعدما واعدتها لمدة عام كامل.

## قائمة أفلامها
| سنة الإصدار | الفيلم/المسلسل                           | الدور                   |
| ----------- | ---------------------------------------- | ----------------------- |
| 1994        | نم معي                                   |                         |
| 1994        | لويس آند كلارك: مغامرات جديدة مع سوبرمان | ريمي                    |
| 1994        | الحقيقة الثابتة                          | تاي                     |
| 1995        | ملروس بليس                               | الدكتورة ريشاي          |
| 1995        | ماكس المفقود                             | ريبيكا                  |
| 1996        | زوجة الرجل الغني                         | ضيفة شرف                |
| 1997        | الغد لا يموت                             | مراسلة أخبار            |
| 1998        | أي يوم الآن                              | روندا                   |
| 1998        | فريسة                                    | أتوود بوس               |
| 1998        | تأثير التعتيم                            | كاثرين باراميل          |
| 1999        | سبعة أيام                                | الملازمة أول سالي بينسن |
| 2005        | في بيت الكلب                             | ماجي                    |
| 2006        | تصميم أعمى                               | ألكسندرا هديسون         |
| 2006        | كلمة إل                                  | ديلان مورلاند           |

## روابط خارجية
- ألكسندرا هيدسون على موقع IMDb (الإنجليزية)
- ألكسندرا هيدسون على موقع ألو سيني (الفرنسية)
- ألكسندرا هيدسون على موقع أول موفي (الإنجليزية)
- ألكسندرا هيدسون على موقع إن إن دي بي (الإنجليزية)
- ألكسندرا هيدسون على موقع قاعدة بيانات الفيلم (الإنجليزية)
- ألكسندرا هيدسون على موقع كينوبويسك (الروسية)
- ألكسندرا هيدسون في قاعدة بيانات الأفلام على الإنترنت